# Giancarlo Governi
Giancarlo Governi (Roma, 16 giugno 1939) è un autore televisivo, sceneggiatore e scrittore italiano.

## Biografia
Attività giornalistica: prima di lavorare alla Rai ha svolto una intensa attività giornalistica con l'Avanti (di cui è stato anche titolare della rubrica di critica televisiva), con Tempo Illustrato, Il Mondo, Paese Sera, Il Messaggero, l'Unità, il Radiocorriere e con l'ufficio studi dell'IRI). Attualmente è editorialista di Globalist.
Per la Rai ha lavorato, come capostruttura e autore, nel settore dello spettacolo leggero e della fiction, dedicandosi particolarmente alle antologie dedicate ai grandi del cinema e dello spettacolo italiani e stranieri. Programmi come: Alberto Sordi, storia di un italiano (in collaborazione con lo stesso Alberto Sordi), Il pianeta Totò,  Laurel & Hardy - Due teste senza cervello, Mille bolle blu, Italiaride, Totò, un altro pianeta, Totò Cento, Domenico Modugno. La leggenda di mister Volare, C'era una volta io... Renato Rascel e molti altri, programmi che hanno contribuito sovente alla riscoperta di personaggi spesso dimenticati, anche a beneficio delle nuove generazioni di telespettatori.
Per Rai 2 e Rai 3 ha realizzato, con la collaborazione di Leoncarlo Settimelli, la regia di Silvio Governi e le musiche di Piero Montanari una sessantina di Ritratti dedicati ai grandi personaggi dello spettacolo e dello sport, come: Fausto Coppi, Primo Carnera, Il Grande Torino, Anna Magnani, Maria Callas, Vittorio De Sica, Silvana Mangano, Giulietta Masina, Marcello Mastroianni, Vittorio Gassmann, Domenico Modugno, Fabrizio De André, Giorgio Gaber, Lucio Battisti, Nino Manfredi e tanti altri. Con il film-documentario dal titolo Pavarotti - La voce degli angeli, imperniato sulla vita e la carriera del tenore Luciano Pavarotti, ha inaugurato la prima serata di Rai 2 del 2010.
In collaborazione con Filippo Anastasi ha realizzato per Raiuno In viaggio con un Santo e, in due puntate, Storie di Lourdes. Recentemente ha inaugurato con la coppia Mondaini-Vianello e Lucio Dalla, un nuovo format intitolato I Grandi Protagonisti, scritto con Filippo Anastasi e Silvio Governi, che ha curato anche la regia. Hanno fatto seguito Mike Bongiorno e Pierangelo Bertoli. Ha scritto diverse sceneggiature di fiction tra cui Bartali, l'intramontabile (con Massimiliano Governi e Andrea Porporati per la regia di Alberto Negrin) e Nannarella, tratta dal suo libro, con Massimiliano Governi e Monica Zapelli.
In collaborazione con Gianni Borgna e Silvio Governi ha realizzato 5 Storie sospette (Coppi, Tenco, Riva, Mattei e Pasolini).
Con Guido De Maria, Bonvi ed altri autori (tra i quali Hugo Pratt, Sergio Bonelli, Bruno Bozzetto e Silver) ha dato vita a Gulp! e Supergulp!, un centinaio di trasmissioni andate in onda su Rai 2 nel decennio tra il 1971 e il 1981 in cui erano protagonisti i fumetti.
Ha pubblicato numerosi libri, tra cui: Alberto Sordi, un italiano come noi (Rizzoli), Vita di Totò (Rusconi), Laurel & Hardy (Nuova Eri), Parlami d'amore Mariù (Gremese), Il grande Airone (Nuova Eri, premio Bancarella Sport 1995, ripubblicato nel 2010 da Castelvecchi con l'aggiunta della storia di Gino Bartali), Ritratti (Marsilio), Nannarella, il romanzo di Anna Magnani (Minimum Fax), Laurel & Hardy, due teste senza cervello (Magazzini Salani) libro + DVD del programma, Vittorio De Sica, un Maestro chiaro e sincero (Bompiani).
Negli anni settanta ha fondato e diretto la collana Folk della Fonit Cetra, nella quale hanno pubblicato alcuni tra i più grandi cantanti folk italiani: Otello Profazio, Caterina Bueno, Rosa Balistreri, il Canzoniere Internazionale, Maria Monti, il Duo di Piadena e tanti altri.
Nel 2020 ha ideato e scritto il film Alberto Sordi, un italiano come noi per la regia di Silvio Governi

## Opere
- Alberto Sordi. Un italiano come noi. Biografia, testi, filmografia, Milano, Milano libri, 1979.
- Vita di Totò. Principe napoletano e grande attore, Milano, Rusconi, 1980.
- Nannarella. Il romanzo di Anna Magnani, Milano, Bompiani, 1981; Milano, Fabbri-Bompiani-Sonzogno-ETAS, 1984; Roma, Minimum fax, 2008. ISBN 978-88-7521-170-7; Roma, BEAT, 2014. ISBN 978-88-6559-180-2.
- Laurel & Hardy. Due teste senza cervello, Torino, ERI, 1985. ISBN 88-397-0051-X; con 2 DVD, Milano, Magazzini Salani, 2009. ISBN 978-88-6212-306-8.
- Io sono Totò, a cura di, con 2 VHS, Roma, Nuova Eri, 1992. ISBN 88-397-0772-7.
- Il pianeta Totò. Ammesso e non concesso, Roma, Gremese, 1992. ISBN 88-7605-703-X.
- Vittorio De Sica. Parlami d'amore Mariù, con la collaborazione di Anna Maria Bianchi, Roma, Gremese, 1993. ISBN 88-7605-533-9.
- Tutto Rascel, a cura di e con Giuditta Saltarini, Roma, Gremese, 1993. ISBN 88-7605-775-7.
- Il grande airone. Il romanzo di Fausto Coppi, Torino, Nuova Eri, 1994. ISBN 88-397-0871-5; Il grande Airone. Il romanzo di Fausto Coppi (e di Gino Bartali), Roma, Castelvecchi, 2009. ISBN 978-88-7615-349-5.
- Mister Volare. Il romanzo di Domenico Modugno, con Leoncarlo Settimelli, Roma, Editoriale Pantheon, 1995.
- Bonvi. Senza macchien und senza pauren, con Alessandra Ferro, Roma, Comic Art, 1996.
- Nato con la camicia. Mario Carotenuto dall'avanspettacolo a Brecht, con Leoncarlo Settimelli, Venezia, Marsilio, 1997. ISBN 88-317-6703-8.
- Ritratti. Totò, Sordi, De Sica, Magnani, Erminio Macario, Troisi, Callas, Coppi, Carnera, il Grande Torino... quindici protagonisti raccontati in TV, con Leoncarlo Settimelli, Venezia, Marsilio, 1997. ISBN 88-317-6820-4.
- Hai visto passare un gatto nero. Il romanzo di Memo comandante partigiano, Venezia, Marsilio, 1998. ISBN 88-317-7047-0.
- Un gallo per De Gaulle. L'ombra del generale: il fronte in Val d'Orcia tra storia e memoria, con Giorgio Simi, San Quirico D'Orcia, DonChisciotte, 2004.
- Alberto Sordi. L'italiano, Roma, Armando Curcio, 2010. ISBN 978-88-95049-77-9.
- Claudio Villa. Il romanzo di una voce, con Leoncarlo Settimelli, Roma, Armando Curcio, 2011. ISBN 978-88-97508-03-8.
- Vittorio De Sica. Un maestro chiaro e sincero, Milano, Bompiani, 2016. ISBN 978-88-452-8138-9.
- Totò. Vita, opere e miracoli, Roma, Fazi, 2017. ISBN 978-88-932-5075-7.
- Bruno Giordano. Una vita sulle montagne russe, Fazi, 2017.
- Il volo dell'airone. Il romanzo della vita di Fausto Coppi, Fandango, 2019.
- Alberto Sordi. Storia di un italiano. Fandango, 2020.
- Ma tutti gli altri giorni no, Roma, Nutrimenti, 2022, scritto con Massimiliano Governi.
- Nannarella, Il romanzo di Anna Magnani, Fazi, 2023.

```
(Con Leoncarlo Settimelli) Mister Volare, La rivoluzione di Domenico Modugno Vallecchi editore  2024
```

Quando il cinema era Vittorio De Sica  Marlin Editore
AMICI  Fazi Editore  2025